# Vilfredo (Marchese del Friuli)
Vilfredo, anche Walfred o Waltfred (... – 896), fu conte di Verona e marchese del Friuli.

## Biografia
Vilfredo fu uno dei primi sostenitori di Berengario del Friuli durante gli scontri per la corona d'Italia seguiti alla deposizione di Carlo il Grosso nell'887. Fu descritto come il suo "più alto consigliere". Egli fu nominato consiliarius e marchio da Carlo e fu il maggior magnate della Lombardia orientale dopo Berengario. 
Successe a Berengario in Friuli, ma gli studiosi sono divisi riguardo alle circostanze in cui ebbe luogo questa successione. Intorno all'890 è stato menzionato per l'ultima volta in Friuli, mentre gli Annales Fuldenses per l'anno 896, raccontano che Vilfredo morì mentre ricopriva il suo ufficio e di come egli avesse retto Verona con "grande fedeltà all'imperatore", specificando che la sua morte fu la circostanza con la quale Berengario riaffermò la sua pretesa di regalità dopo la caduta di Arnolfo all'inizio di quell'anno. È stato suggerito che Vilfredo fu posto da Arnolfo nell'ufficio di Berengario nell'896 dopo la defezione di Berengario dal campo di Arnolfo all'inizio di quell'anno. Vilfredo tenne il Friuli per meno di un anno in questo caso.